# Tingena monodonta
Tingena monodonta är en fjärilsart som först beskrevs av Edward Meyrick 1911b.  Tingena monodonta ingår i släktet Tingena och familjen praktmalar. Inga underarter finns listade i Catalogue of Life.